# Píllaro
Píllaro, también conocida como Santiago de Píllaro es una ciudad ecuatoriana; cabecera cantonal del cantón Píllaro, así como la cuarta urbe más grande y poblada de la Provincia de Tungurahua. Se localiza al centro de la Región interandina del Ecuador, muy próxima al centro geométrico del territorio ecuatoriano; en los flancos de la cordillera oriental de los Andes, en la hoya del río Patate, a una altitud de 2803 msnm y con un clima andino de 15 °C en promedio.
En el censo de 2022 tenía una población de 9816 habitantes, lo que la convierte en la centésima segunda ciudad más poblada del país. Forma parte del área metropolitana de Ambato, pues su actividad económica, social y comercial está fuertemente ligada a Ambato, siendo "ciudad dormitorio" para cientos de trabajadores que se trasladan a aquella urbe por vía terrestre diariamente.  El conglomerado alberga a 551 698 habitantes, y ocupa la quinta posición entre las conurbaciones del Ecuador. 
Fue fundada en 1570, por Antonio Clavijo. Ha sido destruida varias veces por terremotos y erupciones volcánicas. El último de estos terremotos se dio el 5 de agosto de 1949, un terremoto con epicentro en el sector conocido como Chacauco, en el vecino Cantón Pelileo; afectó a la urbe casi en su totalidad, pero gracias a la tenacidad de sus habitantes, logró levantarse nuevamente en menos de dos años. Es uno de los más importantes centros administrativos, económicos, financieros y comerciales de la zona. Las actividades principales económicas de la ciudad son: la agricultura, la ganadería y el comercio.

## Himno
| Autor: Teresa Vasco Campaña Coro Pillareños, ¡Arriba a la cumbre! A ser grandes a Patria nos llama, nuestra enseña: el trabajo y la fama de ser libres, ¡Jamás servidumbre!. Estrofas | I Como el río que brama al embate de su indómita, altiva pujanza, como el cóndor que intrépido avanza siempre arriba. Como el Llanganate. II No es en vano fecunda la tierra que nos dio Rumiñahui valiente; levantemos altiva la frente ¡Adelante!; Es el grito de guerra. | III Su soberbia nos de el Chimborazo que nos mira de frente, halagüeño, somos raza que triunfa en su empeño, su bravura nos dio Pillahuaso. IV Sacros manes de nuestros mayores, vigilad la herencia bendita, la maldad sea de ella proscrita, que haya paz, que haya luz, que haya flores. |

## Historia
Las primeras referencias respecto a los habitantes de Píllaro, según Aquiles Pérez, menciona asentamientos, pertenecientes a los Caras, quienes establecieron la parcialidad de Yatchil. Los Quitus establecieron sus núcleos en Píllaro, Guapante y Tilituza. Desde el oriente llegaron los Jíbaros, luego llegaron los Incas, quienes tuvieron que enfrentar la gran resistencia de los nativos Pillareños. Se cita a Pillaguazu como su cacique fundador, famoso defensor del reino de Quito contra la conquista Inca. Por el año 1605, Píllaro formó parte del corregimiento de la Villa del Villar Don Pardo, corregimiento de Riobamba, conjuntamente con Ambato y otros pueblos. En 1754, forma parte del corregimiento de Latacunga. El vocablo Píllaro proviene del cayapa Pilla = Relámpago y Ru = Hueco u Hondón, entonces Píllaro significa: Cuenca del relámpago. En la Época de la conquista española, Píllaro destaca como el cacicazgo de Rumiñahui donde este se refugia para defenderse y atacar a los españoles. Por eso, Rumiñahui y Píllaro son símbolos de rebeldía y lucha por la libertad. En 1570, funda el pueblo de Píllaro, el español Don Antonio de Clavijo, por comisión especial de la audiencia de Quito.
Hay referencias de algunos levantamientos indígenas durante la colonia a causa del abuso de los españoles por disposición de terrenos comunales que afectaban a los nativos, protestas por el reclutamiento e inmisericorde tratamiento a los indios conducidos hacia las minas, el cobro exagerado de impuestos y alcabalas y el establecimiento de los estancos. Lo cierto es que se ha confirmado el espíritu guerrero de los Pillareños por la justicia y la libertad. En la independencia la participación de Píllaro fue destacada. Muchos jóvenes se enrolaron en el ejército libertador y el apoyo del pueblo fue valioso. En el Período Republicano, el 25 de julio de 1851, por Decreto Supremo firmado en Latacunga, se crea oficialmente el Cantón Píllaro, perteneciente a la provincia del Cotopaxi, que luego se denominó de León, siendo Jefe Supremo, el General José María Urbina, ratificó esta creación. Píllaro ha sido parte activa en el período de establecimiento republicano, así lo manifiesta la participación militar en el ejército de Urbina, García Moreno y Eloy Alfaro. Desde 1861 se crea la Provincia del Tungurahua y comienza un período entusiasta del progreso del cantón.

### El derrotero de Valverde
En la época de la colonia, un español de apellido Valverde estuvo casado con la hija de un cacique, quien fue uno de los líderes de lo que hoy es Píllaro. Este español de la noche a la mañana se convirtió de un hombre pobre en un individuo rico y acaudalado, ya que el padre de la chica reveló a su yerno, el lugar donde el General Rumiñahui escondió el tesoro del Reino de Quito, de donde se dice Valverde sacó gran cantidad de oro y plata. Este tesoro hubiera servido para pagar el rescate del Inca Atahualpa que se encontraba prisionero en Cajamarca. Al ser ejecutado Atahualpa, Rumiñahui decidió ocultarlo en lo que hoy es el Parque Nacional Llanganates. Valverde regresó a vivir en su natal España y posteriormente dirigió al Rey de España un manuscrito revelando la ruta a seguirse al lugar donde se encuentra el tesoro. Este manuscrito, desde esa época, se lo conoce como La Guía o el Derrotero de Valverde, el mismo que inicia su recorrido de 5 jornadas en la ciudad de Píllaro. Desde aquellos días hasta la actualidad, cientos de investigadores, científicos, exploradores y buscadores de tesoro han llegado a Píllaro para seguir fielmente el Derrotero y esperar que la suerte los acompañe con el consecuente hallazgo del tesoro.

## Geografía
Posee una topografía variable que va desde los 2.270.m.s.n.m. hasta los 3800.m.s.n.m. Su principal río es el Cutuchi, cuya red alimentadora constituyen los ríos: Culache, Yurac o Blanco, Pumancuchi, Patoa, Nagsiche y Ambato (Pachanlica), Saquimalac, San Diego y Purgatorio, Tambuyacu, Aláquez y Yanayacu, Illuchi y Campadre Huayco. El río Cutuchi al pasar por Píllaro toma el nombre de Culapachán y luego de recibir al río Ambato toma el nombre de Patate. Ya en el cantón Píllaro, el río Yanayacu-Guapante nace de la cordillera Central y de las lagunas de Pisayambo y Pucayarubo, del lado oriental de los Llanganates nace el río Curaray. Al este de Píllaro se encuentran las siguientes lagunas: Miquiayambu, Quignayambu, Sindiyambu, Susuyambu, Yutuyambu. Al sur se encuentran las lagunas de: Arlanga y Aquira; en Quimbana la laguna Aluleo; al oeste del Huicotango las lagunas Sumcocha y Tzanhuancocha, entre otras pequeñas. Tene el privilegio de poseer una multiplicidad de micro-climas a los diferentes pisos ecológicos existentes.
- Límites: Norte: por el cantón Salcedo de la Provincia de Cotopaxi y la provincia del Napo. Este: con la Provincia de Napo. Sur: con los cantones Patate y Pelileo. Oeste: con el cantón Ambato.

- Clima: Su clima es diverso modificado por la altitud; así, en páramos y montañas llueve y nieva con frecuencia, el frío es intenso. En mesetas o sub-páramos, las precipitaciones son menores. Ubicado en la región de clima Ecuatorial mesotérmico, la media anual es de 13 °C a 14 °C.

## Política
Territorialmente, la ciudad de Píllaro está organizada en dos parroquias urbanas, mientras que existen siete parroquias rurales con las que complementa el aérea total del Cantón Píllaro. El término "parroquia" es usado en el Ecuador para referirse a territorios dentro de la división administrativa municipal.
La ciudad y el cantón Píllaro, al igual que las demás localidades ecuatorianas, se rige por una municipalidad según lo previsto en la Constitución de la República. El Gobierno Autónomo Descentralizado Municipal de Píllaro, es una entidad de gobierno seccional que administra el cantón de forma autónoma al gobierno central. La municipalidad está organizada por la separación de poderes de carácter ejecutivo representado por el alcalde, y otro de carácter legislativo conformado por los miembros del concejo cantonal.
La Municipalidad de Píllaro, se rige principalmente sobre la base de lo estipulado en los artículos 253 y 264 de la Constitución Política de la República y en la Ley de Régimen Municipal en sus artículos 1 y 16, que establece la autonomía funcional, económica y administrativa de la Entidad.

### Alcaldía
El poder ejecutivo de la ciudad es desempeñado por un ciudadano con título de Alcalde del Cantón Píllaro, el cual es elegido por sufragio directo en una sola vuelta electoral sin fórmulas o binomios en las elecciones municipales. El vicealcalde no es elegido de la misma manera, ya que una vez instalado el Concejo Cantonal se elegirá entre los ediles un encargado para aquel cargo. El alcalde y el vicealcalde duran cuatro años en sus funciones, y en el caso del alcalde, tiene la opción de reelección inmediata o sucesiva. El alcalde es el máximo representante de la municipalidad y tiene voto dirimente en el concejo cantonal, mientras que el vicealcalde realiza las funciones del alcalde de modo suplente mientras no pueda ejercer sus funciones el alcalde titular.
El alcalde cuenta con su propio gabinete de administración municipal mediante múltiples direcciones de nivel de asesoría, de apoyo y operativo. Los encargados de aquellas direcciones municipales son designados por el propio alcalde. Actualmente el Alcalde de Píllaro es Francisco Elías Yanchatipán.

### Concejo cantonal
El poder legislativo de la ciudad es ejercido por el Concejo Cantonal de Píllaro el cual es un pequeño parlamento unicameral que se constituye al igual que en los demás cantones mediante la disposición del artículo 253 de la Constitución Política Nacional. De acuerdo a lo establecido en la ley, la cantidad de miembros del concejo representa proporcionalmente a la población del cantón.
Píllaro posee cinco concejales, los cuales son elegidos mediante sufragio (Sistema D'Hondt) y duran en sus funciones cuatro años pudiendo ser reelegidos indefinidamente. El alcalde y el vicealcalde presiden el concejo en sus sesiones. Al recién instalarse el concejo cantonal por primera vez los miembros eligen de entre ellos un designado para el cargo de vicealcalde de la ciudad.

### División Política
El cantón se divide en parroquias que pueden ser urbanas o rurales y son representadas por los Gobiernos Parroquiales ante la Alcaldía de Píllaro. La urbe tiene dos parroquias urbanas:
- Ciudad Nueva
- Píllaro

## Turismo
- Laguna Pisayambo. Se encuentra ubicado en las inmediaciones del Parque Nacional Llanganates a 45 km. al nororiente del cantón, por la vía que conduce a la parroquia San José de Poaló, el acceso es fácil y se la puede apreciar desde la carretera misma. La laguna de Pisayambo es un lugar destinado al turismo naturista directo, pero su cauce ha sido alterado, la laguna es un embalse natural modificado. Se puede realizar: caminatas, observación de la flora y fauna típica de páramos, camping, etc.

- Comunidad Quillán. Pertenece a la parroquia San Miguelito. Es un hermoso valle ubicado en la cuenca del río Culapachán, en la parte suroeste.

- Cerro Hermoso. Forma parte del Parque Nacional Llanganates. Conocida, por algunos, como una de las montañas más lindas del Ecuador. Conocido por ser un sitio donde se celebraban ceremonias de adoración indígena.

- Mirador De Huaynacuri. Es un mirador ubicado a 15 minutos del centro del cantón Píllaro. Desde aquí, se puede admirar una gran extensión del cantón. Al llegar a la cima, observamos un paraje, sitio desde donde se contemplan los atractivos de la ciudad. Al llegar al mirador, se puede realizar camping.

- Las aguas termales de Guapante, que se encuentra al sur de la ciudad de Píllaro a unos 15 minutos en vehículo. Todo su recorrido es carrozable.

## Transporte
El transporte público es el principal medio transporte de los habitantes de la ciudad y sus alrededores. La urbe posee un servicio de bus público en expansión. El sistema de bus no es amplio y está conformado por pocas empresas de transporte urbano. La tarifa del sistema de bus es de 0,30 USD como mínimo (depende de la distancia), con descuento del 50% a grupos prioritarios (menores de edad, adultos mayores, discapacitados, entre otros). 
Gran parte de las calles de la ciudad están asfaltadas o adoquinadas, aunque algunas están desgastadas y el resto de calles son lastradas, principalmente en los barrios nuevos que se expanden en la periferia de la urbe.

### Avenidas importantes
- Rumiñahui
- Bolívar
- Sucre
- Carlos Tamayo
- Carlos Contreras
- La Florida
- Wilson Gómez

## Cultura

### Educación
La ciudad cuenta con buena infraestructura para la educación, tanto pública como privada. La educación pública en la ciudad, al igual que en el resto del país, es gratuita hasta la universidad (tercer nivel) de acuerdo a lo estipulado en el artículo 348 y ratificado en los artículos 356 y 357 de la Constitución Nacional. Varios de los centros educativos de la ciudad cuentan con un gran prestigio. La ciudad está dentro del régimen Sierra por lo que sus clases inician los primeros días de septiembre y luego de 200 días de clases se terminan en el mes de julio.

### Festividades
- Fiestas cantonales: 25 de julio de 1851 – Cantonización de Píllaro.

- Fiestas tradicionales: 1 al 6 de enero – La Diablada pillareña. Sus orígenes se remontan a la época de la colonia en la que los indígenas se disfrazaban de diablos en repudio a la imposición de la fe católica pero también al maltrato físico, psicológico, económico y moral que recibían de los españoles.[4] Máscaras y trajes son resultado de la labor artesanal de los pillareños. Cada día mientras dura el festejo se pueden apreciar comparsas de distintos barrios de la ciudad.

## Economía

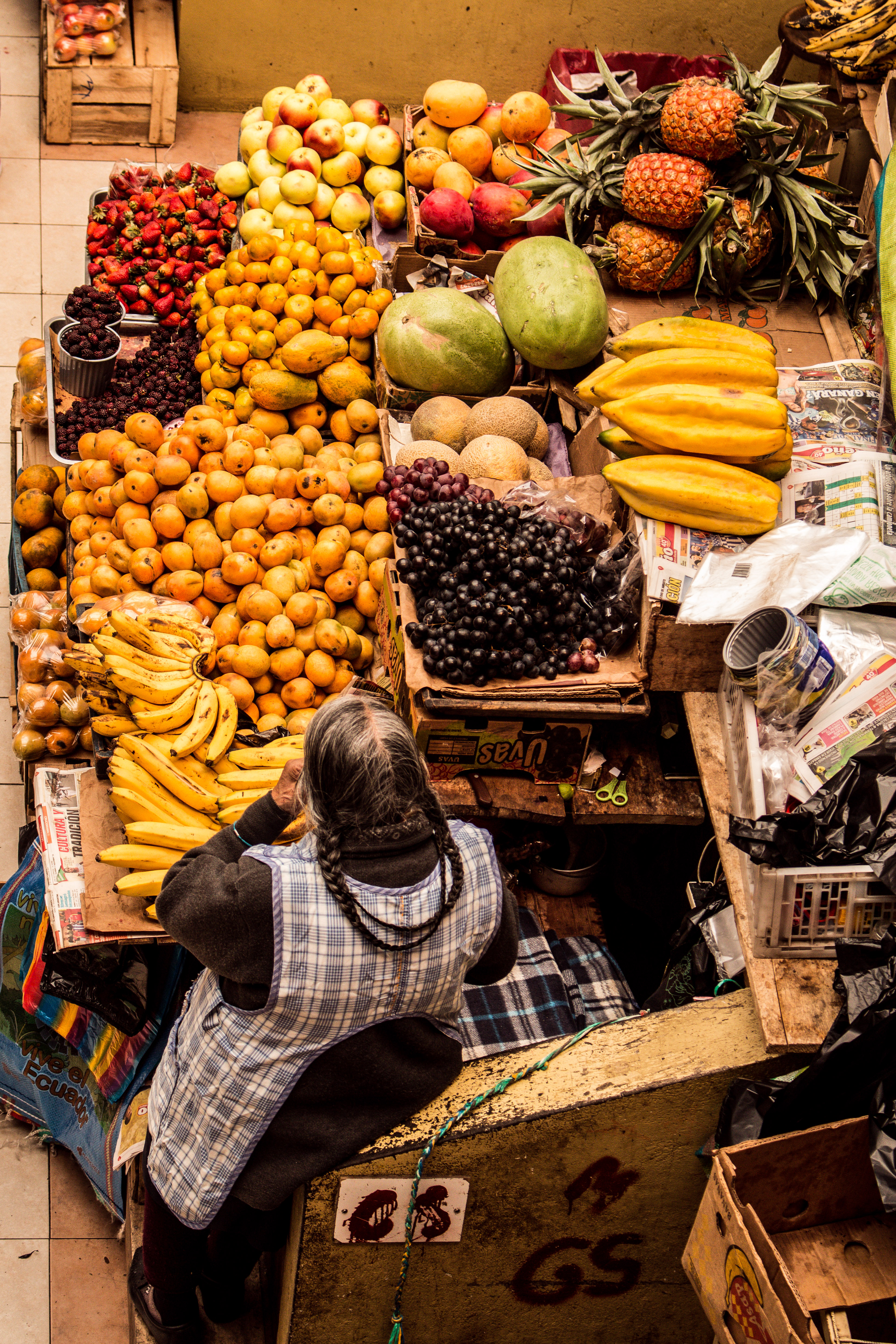
Detalle de vendedora de frutas en el interior del mercado popular de Píllaro, Ecuador.

Píllaro es una ciudad de amplia actividad comercial. La principal actividad económica del cantón es la ganadería con una producción que sobre pasa los cien mil litros diarios, igualmente la fertilidad de nuestras tierras dan lugar a que tengamos una gran producción de hortalizas, legumbres, cereales y una extraordinaria variedad de frutas. La talabartería, es otra actividad en la cual se elaboran monturas tipo Galápagos, zamarras, riendas, arretrancas, cinchas, estribos, pellones, guruperas, entre otros.

## Medios de comunicación
La ciudad posee una red de comunicación en continuo desarrollo y modernización. En la ciudad se dispone de varios medios de comunicación como prensa escrita, radio, televisión, telefonía, Internet y mensajería postal. 
- Telefonía: Si bien la telefonía fija se mantiene aún con un crecimiento periódico, esta ha sido desplazada muy notablemente por la telefonía celular, tanto por la enorme cobertura que ofrece y la fácil accesibilidad. Existen 3 operadoras de telefonía fija, CNT (pública), TVCABLE y Claro (privadas) y cuatro operadoras de telefonía celular, Movistar, Claro y Tuenti (privadas) y CNT (pública).

- Radio: En la localidad existe una gran cantidad de sistemas radiales de transmisión nacional y local, e incluso de provincias y cantones vecinos.

- Medios televisivos: La mayoría de canales son nacionales, aunque se ha incluido canales locales recientemente. El apagón analógico se estableció para el 31 de diciembre de 2019.

## Deporte
La Liga Deportiva Cantonal de Píllaro es el organismo rector del deporte en todo el Cantón Píllaro y por ende en la urbe se ejerce su autoridad de control. El deporte más popular en la ciudad, al igual que en todo el país, es el fútbol, siendo el deporte con mayor convocatoria. Actualmente, no existe ningún club pillareño activo en el fútbol profesional ecuatoriano. Al ser una localidad pequeña en la época de las fundaciones de los grandes equipos del país, Píllaro carece de un equipo simbólico de la ciudad.
El principal recinto deportivo para la práctica del fútbol es el Estadio Santiago De Píllaro. Es usado mayoritariamente para la práctica del fútbol y tiene capacidad para 800 espectadores. El estadio es sede de distintos eventos deportivos a nivel local, así como es escenario para varios eventos de tipo cultural, especialmente conciertos musicales.

## Rumiñahui
Nació en Huaynacuri de Píllaro, aproximadamente en 1482. Hijo de Huayna Cápac y Nary Ati. Por línea materna sus abuelos fueron Pillahuaso Ati el padre, Cacique de Píllaro y la Reina Choasanguil. Su nombre significa "ojo de piedra". El Congreso Nacional en 1985, resolvió que el 1 de diciembre, se lo recuerde como héroe indígena, defensor del Reino de Quito de los conquistadores españoles.

## Laleyendade "Los Llanganates"
Luego de la muerte Atahualpa a manos de los españoles en Cajamarca-Perú, Rumiñahui emprende la defensa del "Reino de Quito". Dentro de estas acciones decide esconder el tesoro que iba desde Quito para pagar el rescate de Atahualpa en Los Llanganates, un sitio inaccesible.
Hay muchas historias de expediciones en busca del tesoro que, partiendo de Píllaro, fueron a Los Llanganates y muchas de ellas se perdieron o sucumbieron por lo agreste de la montaña o la inclemencia del páramo. Dicen que la tierra tiembla y se los traga. Existe una guía que denomina "El derrotero del Padre Valverde".

## Posta atléticaQuito-Píllaro
En el año de 1970 se inauguró la posta atlética Quito-Píllaro, por estudiantes de la Universidad Central del Ecuador aglutinados en la Asociación de Pillareños Residentes en Quito y se realiza durante las fiestas del Cantón. Este carrera recrea a los chasquis incas que llevaban el correo. Un bus va dejando corredores cada cierta distancia (por ejemplo, 1 km), la persona en carrera lleva el testigo y lo entrega al corredor de adelante (como una carrera de relevos). Una vez que el bus ha dejado los relevos, regresa a recoger a los que ya participaron y se adelanta a dejar a los siguientes corredores. Al llegar a la población de Salcedo generalmente todos los corredores se unen en grupo para atravesar la ciudad. Lo mismo que al llegar a Píllaro, se hace un recorrido hasta el monumento del General Rumiñahui ubicado en el redondel de la avenida del mismo nombre donde se depositan ofrendas florales, luego retornan hasta el Atrio de La iglesia y el Palacio Municipal, donde se pronuncian discursos de unidad vinculados con las fiestas de cantonización. En el municipio son recibidos por el alcalde y se brinda un refrigerio. La posta dura todo el día, no hay restricción de edad ni condición atlética. Los deportistas más virtuosos, piden que se les asigne más kilómetros, ellos compensan las demoras, pues cubren más kilómetros en menos tiempo y generalmente toman las partes más difíciles como la subida del chasqui, que pasa junto al volcán Cotopaxi. También carros particulares acompañan la posta y se encargan de dejar y recoger a sus ocupantes.